# Paulo Conrado
Paulo Conrado do Carmo Sardin (sinh ngày 18 tháng 7 năm 1991) là một cầu thủ bóng đá chuyên nghiệp người Brasil đang thi đấu cho câu lạc bộ bóng đá Quảng Nam ở vị trí tiền đạo.

## Thành tích

### Cá nhân
- Vua phá lưới Thai League 2: 2020–21
- Cầu thủ xuất sắc nhất tháng V.League 1: Tháng 4 năm 2023[2]

### Câu lạc bộ
Đông Á Thanh Hoá
- Cúp Quốc gia:

 Vô địch: 2023